# Akiko Ōmae
Akiko Ōmae (大前 綾希子?, Ōmae Akiko; Kyoto, 29 gennaio 1993) è una tennista giapponese.

## Statistiche

### Doppio

#### Sconfitte (1)
| Legenda               |
| --------------------- |
| Grande Slam (0)       |
| Ori Olimpici (0)      |
| WTA Championships (0) |
| Premier Mandatory (0) |
| Premier 5 (0)         |
| Premier (0)           |
| International (1)     |

| N. | Data              | Torneo                  | Superficie | Compagna           | Avversarie in finale             | Punteggio |
| 1. | 25 settembre 2016 | Hansol Korea Open, Seul | Cemento    | Peangtarn Plipuech | Kirsten Flipkens Johanna Larsson | 2-6, 3-6  |